# Caroline Clémence Boussart
Caroline Clémence Boussart, ook bekend als Caroline Popp, de naam van haar echtgenoot (Binche, 12 december 1808 - Brugge, 2 december 1891) was gedurende een halve eeuw hoofdredacteur en drijvende kracht achter de in 1837 door haar echtgenoot Philippe Chrétien Popp opgerichte liberale krant Journal de Bruges. Zij was ook op literair vlak actief.

## Biografie
Caroline Popp was afkomstig uit een kleine adellijke familie, die haar sporen verdiend had onder Napoleon. Haar vader was kolonel ridder Félix Boussart. Hij werd krijgsgevangen gemaakt bij de capitulatie van Dresden en stierf in Hongarije in 1813. Generaal André Boussart was haar oom. Langs haar moeder, Th. Préot, afkomstig uit Abbeville, was zij verwant met de schilder François-Édouard Picot en de dichter Charles Hubert Millevoye. Haar vorming verkreeg ze door thuisonderwijs en zelfstudie in de bibliotheek van oudere broer Félix. Het was een oude monnik, broeder Cyrille, die haar leerde lezen en schrijven, voor veertig sous en een glas bier per maand.
Zij leerde haar echtgenoot kennen toen die te Bergen secretaris was van de gouverneur. Na hun huwelijk vestigden zij zich te Brugge, waar hij in 1827 controleur bij het kadaster werd.
Toen hij in april 1837 een krant oprichtte, was het Caroline die er vanaf 4 april de leiding over waarnam. Bij haar gouden jubileum in die functie bood het volledige gilde van Belgische courantiers haar een banket aan. 
Bij haar dood op 2 december 1891 wijdde de New York Herald een artikel aan haar en huldigde haar onder de hoofding "A Press Celebrity Dead" als "A remarkable woman". 
Als Ridder in de Orde van Leopold had zij het recht op een begrafenis met militaire eer. Maar volgens haar laatste wilsbeschikking wenste zij een eenvoudige ter aarde bestelling zonder ceremonieel.
Na haar overlijden werd een erfenisaangifte opgemaakt. Hieruit blijkt dat zij bij haar dood eigenaar was van het gebouw uitgevend op de Woensdagmarkt en het Jan Van Eyckplein. Er waren echter ook schulden en het saldo was deficitair, zodat er geen erfenisrechten moesten betaald worden. Deze aangifte vermeldt ook het beroep en de woonplaats van haar kinderen.
Dochters Antoinette en Nelly Popp volgden hun moeder aan het hoofd van de door haar gestichte krant op. Deze krant bleef nog tot 1953 voortbestaan, maar dan wel vanaf 1909 niet meer in familiale handen.

## Journalistieke activiteit
Alhoewel P.C. Popp voordien geen enkele band met Brugge had, integreerde hij snel in lokale liberale kringen. Toen op 1 april 1837 het eerste nummer van de katholieke krant Le Nouvelliste de Bruges (later La Patrie) verscheen, nam hij zelf het initiatief voor de liberale tegenhanger Journal de Bruges. Reeds op 4 april verscheen het eerste nummer. Het was Caroline Popp die, als eerste vrouw ooit, gedurende een halve eeuw de krant zou leiden, later bijgestaan en opgevolgd door haar ongehuwde dochters Antoinette en Nelly. Haar echtgenoot verwierf vanaf 1850 bekendheid door het drukken en uitgeven van de naar hem genoemde kadasterplannen.
Haar artikelen behandelden zeer uiteenlopende thema’s, van politiek en economie tot cultuur en stedenbouw. De stijl waarmee zij de onderwerpen benaderde werd getekend door haar adagio vervat in haar eigen woorden: "In onze handen is de pers altijd geweest en zal ze altijd zijn een fakkel die verlicht en niet een toorts die brand sticht."
Een van de hete hangijzers die ze belicht is onderwijs voor de volksvrouw. Zij noemt zichzelf geen feministe maar ziet als ideaal voor een vrouw dat deze tegelijk intellectueel en huiselijk is. Feminisme beschouwt ze daarbij als een tijdelijk modeverschijnsel.
Zij verzette zich tegen het aanhouden van de doodstraf als een barbaars anachronisme, de 'wet van oog om oog', "want bloedige wetten leiden tot bloedige zeden".

## Letterkundig werk
Zij schreef historische verhalen over Brugge en omgeving, en wekelijks een kroniek voor een Brusselse krant,
onder pseudoniem Charles. De meeste werden uitgegeven bij de Office de Publicité te Brussel, de uitgeverij van Alphonse-Nicolas Lebègue. Daarnaast heeft zij een aantal romans geschreven. Victor Hugo en Georges Rodenbach waren vrienden van de familie Popp. Victor Hugo was een groot bewonderaar van het litteraire oeuvre van Caroline Popp. Naar aanleiding van haar roman "La Tête de Fer" ('Het ijzeren hoofd') merkte hij op dat hij in zijn leven weinig ontspanning en al evenmin veel vreugde kende, maar dat zij hem nu beide had geschonken met dit boek, dat door haar gracieuze kracht als vrouwelijk auteur werd gekenmerkt. Hij drukte daarvoor zijn oprechte dank aan haar uit en zijn bewondering voor haar authentiek talent en haar mooie ziel. Ook Rodenbach en Emile Verhaeren spaarden hun lofbetuigingen jegens haar niet.

## Voetnoten
1. ↑  Als huwelijksjaar vermelden de bronnen 1827 en 1830; een akte werd nog niet gevonden. Een eerste kind, Caroline, werd te Brugge geboren op 5 december 1827, een tweede, Joanna, te Oostkamp op 22 april 1829. In de Journal de Bruges wordt meermaals als huwelijksjaar 1830 vermeld.
2. ↑  Rijksarchief Brugge, Erfenisaangiften, film nr. 148, item 91006